# Davy De Fauw
Pour les articles homonymes, voir De Fauw.
Davy De fauw, né le 8 juillet 1981 à Gand en Belgique, est un footballeur belge devenu entraîneur.

## Biographie

### Début de carrière aux Pays-Bas
Davy De Fauw s'affilie au FC Bruges à l'âge de cinq ans et joue ensuite dans toutes les équipes d'âge du club. En 2000, il est intégré au noyau professionnel mais ne dispute pas une seule rencontre. En février 2002, il est prêté au Sparta Rotterdam, un club de première division néerlandaise, entraîné par l'ancien international Frank Rijkaard. Il dispute sept rencontres avec sa nouvelle équipe avant la fin de la saison, qui voit le club relégué en deuxième division. Après cette relégation, plusieurs titulaires quittent le club et De Fauw est transféré à titre définitif par le Sparta. Il devient rapidement une valeur sûre de l'équipe en tant qu'arrière droit. En 2005, le club parvient à remonter au plus haut niveau. De Fauw suscite l'intérêt de plusieurs autres clubs, dont le FC Groningue mais le joueur décide plutôt de prolonger son contrat au Sparta jusqu'en 2008. Cependant, il annonce en janvier qu'il quittera le club en fin de saison pour rejoindre le Roda JC, un autre club évoluant en Eredivisie.
À Kerkrade, Davy De Fauw obtient d'emblée une place de titulaire en défense et dispute quasiment toutes les rencontres. En janvier 2008, il prolonge son contrat au club jusqu'en 2012. Trois mois plus tard, il dispute la finale de la Coupe des Pays-Bas 2008, perdue 2-0 face au Feyenoord Rotterdam. Il joue encore trois saisons au club limbourgeois, dont il est nommé capitaine.

### Retour en Belgique
En juin 2011, à bientôt 30 ans, il décide de revenir en Belgique et s'engage au SV Zulte Waregem, où il signe un contrat portant sur les trois prochaines années. Dès son arrivée, il est titularisé à son poste habituel d'arrière droit et reçoit le brassard de capitaine. Lors de sa première saison, il ne manque que le dernier match des « Play-offs 2 », laissé au repos par son entraîneur pour donner du temps de jeu à son remplaçant. Il fait encore mieux lors de la saison 2012-2013, ne loupant qu'une minute de jeu sur les quarante rencontres de son équipe, qui termine vice-championne de Belgique. Il reste un des joueurs essentiels de l'équipe flandrienne lors du championnat suivant, que le club conclut à la quatrième place, tout en disputant la finale de la Coupe de Belgique, perdue face au KSC Lokeren. Le 20 juin 2014, il quitte Zulte Waregem et signe un contrat de deux ans avec le FC Bruges, son club formateur. Il y est la doublure de Thomas Meunier durant deux ans, disputant néanmoins 59 rencontres toutes compétitions confondues durant cette période. À l'issue de son contrat, il est laissé libre par la direction du club et décide de retourner à Zulte Waregem, où il signe un nouveau contrat pour deux saisons.

### Carrière internationale
Malgré ses bonnes prestations régulières dans le championnat néerlandais et à Zulte Waregem, Davy De Fauw n'a jamais été appelé en équipe nationale belge. À la suite de la blessure de l'arrière droit titulaire Toby Alderweireld en octobre 2011, il espérait être appelé mais le sélectionneur de l'époque, Georges Leekens, lui a préféré Denis Odoi et le vétéran Carl Hoefkens.

## Statistiques
| Saison                | Club                  | Championnat           | Championnat | Championnat | Coupe(s) nationale(s) | Coupe(s) nationale(s) | Supercoupe | Supercoupe | Compétition(s) continentale(s) | Compétition(s) continentale(s) | Compétition(s) continentale(s) | Total | Total |
| Saison                | Club                  | Division              | M.          | B.          | M.                    | B.                    | M.         | B.         | Comp.                          | M.                             | B.                             | M.    | B.    |
| 2000-2001             | Club Bruges KV        | Jupiler League        | 0           | 0           | 0                     | 0                     | 0          | 0          | -                              | 0                              | 0                              | 0     | 0     |
| Sous-total            | Sous-total            | Sous-total            | 0           | 0           | 0                     | 0                     | 0          | 0          | -                              | 0                              | 0                              | 0     | 0     |
| 2001-2002             | Sparta Rotterdam      | Eredivisie            | 7           | 0           | -                     | -                     | 0          | 0          | -                              | 0                              | 0                              | 7     | 0     |
| 2002-2003             | Sparta Rotterdam      | Eerste divisie        | 33          | 2           | -                     | -                     | 0          | 0          | -                              | 0                              | 0                              | 33    | 2     |
| 2003-2004             | Sparta Rotterdam      | Eerste divisie        | 33          | 6           | -                     | -                     | 0          | 0          | -                              | 0                              | 0                              | 33    | 6     |
| 2004-2005             | Sparta Rotterdam      | Eerste divisie        | 35          | 4           | -                     | -                     | 0          | 0          | -                              | 0                              | 0                              | 35    | 4     |
| 2005-2006             | Sparta Rotterdam      | Eredivisie            | 32          | 3           | -                     | -                     | 0          | 0          | -                              | 0                              | 0                              | 32    | 3     |
| Sous-total            | Sous-total            | Sous-total            | 140         | 15          | -                     | -                     | 0          | 0          | -                              | 0                              | 0                              | 140   | 15    |
| 2006-2007             | Roda JC               | Eredivisie            | 33          | 5           | -                     | -                     | 0          | 0          | -                              | 0                              | 0                              | 33    | 5     |
| 2007-2008             | Roda JC               | Eredivisie            | 33          | 2           | -                     | -                     | 0          | 0          | -                              | 0                              | 0                              | 33    | 2     |
| 2008-2009             | Roda JC               | Eredivisie            | 32          | 0           | -                     | -                     | 0          | 0          | -                              | 0                              | 0                              | 32    | 0     |
| 2009-2010             | Roda JC               | Eredivisie            | 33          | 2           | -                     | -                     | 0          | 0          | -                              | 0                              | 0                              | 33    | 2     |
| 2010-2011             | Roda JC               | Eredivisie            | 31          | 1           | -                     | -                     | 0          | 0          | -                              | 0                              | 0                              | 31    | 1     |
| Sous-total            | Sous-total            | Sous-total            | 162         | 10          | -                     | -                     | 0          | 0          | -                              | 0                              | 0                              | 162   | 10    |
| 2011-2012             | SV Zulte Waregem      | Jupiler Pro League    | 35          | 3           | 2                     | 0                     | 0          | 0          | -                              | 0                              | 0                              | 37    | 3     |
| 2012-2013             | SV Zulte Waregem      | Jupiler Pro League    | 40          | 4           | 3                     | 0                     | 0          | 0          | -                              | 0                              | 0                              | 43    | 4     |
| 2013-2014             | SV Zulte Waregem      | Jupiler Pro League    | 37          | 0           | 4                     | 1                     | 0          | 0          | CL+EL                          | 2+8                            | 0+1                            | 51    | 2     |
| Sous-total            | Sous-total            | Sous-total            | 112         | 7           | 9                     | 1                     | 0          | 0          | -                              | 10                             | 1                              | 131   | 9     |
| 2014-2015             | Club Bruges KV        | Jupiler Pro League    | 18          | 0           | 5                     | 1                     | 0          | 0          | EL                             | 5                              | 1                              | 28    | 2     |
| 2015-2016             | Club Bruges KV        | Jupiler Pro League    | 20          | 1           | 4                     | 0                     | 0          | 0          | EL                             | 7                              | 1                              | 31    | 2     |
| Sous-total            | Sous-total            | Sous-total            | 38          | 1           | 9                     | 1                     | 0          | 0          | -                              | 12                             | 2                              | 59    | 4     |
| 2016-2017             | SV Zulte Waregem      | Division 1            | 27          | 3           | 3                     | 0                     | 0          | 0          | -                              | 0                              | 0                              | 30    | 3     |
| 2017-2018             | SV Zulte Waregem      | Division 1            | 36          | 6           | 1                     | 1                     | 1          | 1          | LE                             | 6                              | 0                              | 44    | 8     |
| Sous-total            | Sous-total            | Sous-total            | 63          | 9           | 4                     | 1                     | 1          | 1          | -                              | 6                              | 0                              | 74    | 11    |
| Total sur la carrière | Total sur la carrière | Total sur la carrière | 515         | 42          | 22                    | 3                     | 1          | 1          | -                              | 28                             | 3                              | 566   | 49    |

## Palmarès
- Club Bruges KV
  - Coupe de Belgique
    - Vainqueur :  2015

  - Championnat de Belgique
    - Champion : 2016

- Zulte Waregem
  -     -       - Coupe de Belgique
        - Vainqueur : 2017